# 高鰭粗鰭魚
高鰭粗鰭魚為輻鰭魚綱月魚目粗鰭魚科的其中一種，分布於大西洋及太平洋熱帶至溫帶海域，為深海魚類，棲息深度可達900公尺，本魚第一背鰭鰭條隨著成長逐漸延長至尾部，胸鰭小呈圓形，體呈銀色，側線附近具有4個黑斑，體長可達183公分，屬肉食性，以橈腳類、蠕蟲及小魚等為食。